# Gouwe (Schouwen-Duiveland)
De Gouwe was een water in Zeeland dat stroomde van de Oosterschelde in het zuiden tot de Sonnemare in het noorden. Het vormde de scheiding tussen het eiland Schouwen aan de ene en de eilanden Duiveland en Dreischor aan de andere kant. De naam Gouwe komt in 976 voor als Golda, wat goudkleurig water betekent. Deze naam wijst erop dat de Gouwe is ontstaan in een tijd dat stukken veen in de Zeeuwse delta nog niet met klei bedekt waren en het water inderdaad gelig of goudkleurig was.
Op 10 en 11 augustus 1304 vond op dit water de Slag op de Gouwe plaats, een zeeslag tussen een Hollands-Franse en Vlaamse vloot. De Gouwe was op dat moment naar schatting 700-800 meter breed en kende vele ondieptes. Verschillende schepen liepen dan ook vast op een zandbank.
In 1374 werd de noordelijke tak van de Gouwe middels twee dammen afgesloten en ontstond de polder Noordgouwe. In 1610 volgde een dam tussen Schouwen en Duiveland, sinds die tijd is sprake van het eiland Schouwen-Duiveland. De N59 loopt over deze dam.